# Vinzelles (Saona y Loira)
 Vinzelles  es una población y comuna francesa, en la región de Borgoña, departamento de Saona y Loira, en el distrito de Mâcon y cantón de Mâcon-Sud.

## Demografía
| 395 | 479 | 536 | 553 | 670 | 712 |
| Para los censos de 1962 a 1999 la población legal corresponde a la población sin duplicidades (Fuente: INSEE [Consultar]) |     |     |     |     |     |